# セブンブリッジ
セブンブリッジは、7枚の手持ちカードで行う2～6人用の日本のトランプゲーム。
ラミーのバリエーションの一つであり、そのルールには同じラミー系のゲームである麻雀との関連性が見られる。
ブリッジと名はついているが、コントラクトブリッジ（いわゆるブリッジ）とは全く関係がない。

## 主なルール
1. 手札を7枚ずつ配り、残りは裏向きに山札とする。
2. 順に、山札から1枚ずつ取って手札に加え、要らないカード1枚を表向きに捨てる。
  1. 可能であれば、同じ数字の札（同位札）3枚以上か、同じスートの連続する数字の札（シークエンス）3枚以上の組み合わせを手元に晒すことができる。これをメルドという。
ただし、7のカードは1枚だけでメルドすることができる。また、7を含むシークエンスは2枚（6-7または7-8）でもメルドすることができる。
  2. メルドしたプレイヤーは、可能であれば、自分または他人のメルドに手持ちの札をルールに従って付け足すことができる（付け札）。
    - 同位札のメルドには同じ数字のカードを、シークエンスのメルドには同じスートの連続する数字のカードを付け札することができる。
    - メルドをしていないプレイヤーは、付け札することはできない。

  3. 直前に他のプレイヤーが捨てたカードを用いればメルドできるときは、山札を取る代わりにそのカードを取ることができる。
    1. 捨てられたカードと同じ数字のカードを2枚以上持っているときは、誰でも「セイム」（または「ポン」）と言ってそのカードを取ることができる「」。
    2. 自分のすぐ前の人が捨てたカードと合わせて3枚以上のシークエンスができるときは、「カット」（または「チー」）と言ってそのカードを取ることができる（カットは自分の前の人の番のみ可能である）。

    - 1巡目はセイムやカットをすることができないとするのが一般的である。
    - セイムとカットが競合した場合は、ポンが優先される。
    - セイムやカットがされた後は、それを行ったプレイヤーの次の人の手番となる。
3. 1人のプレイヤーが全ての札を晒し、最後にカードを1枚捨てて上がればラウンドが終了する。プレイヤーごとに手持ちのカードの合計点数を計算し、上がった人は0点となる。
  - 絵札とエースは10点、2～10はその数字を点数として計算することが多い[1]（AとKは連続しないとするルールの場合はエースを1点として計算する）。
  - 全くメルドや付け札をせずに、一度に手札全てを晒して上がった場合には、ボーナスが与えられる（そのラウントの他のプレイヤーの点数を２倍、など）。
  - 上がるときは必ずカードを1枚捨てなければならないとするのが一般的であるが、捨て札を必要としないルールもある。
  - 直前の捨て札を用いて上がった場合、その捨て札を捨てた者の責任として点数を決める場合がある。
4. 以上のラウンドを繰り返し、最も点数の少ないプレイヤーが勝者となる。

### 特殊なルール
- 他のプレイヤーが上がったときに7を持っていた場合は、ペナルティとして点数が2倍になるルールがある。
- ジョーカーをオールマイティーとして加えるルールがある。（ジョーカーは20点または15点として計算することが多い。）
  - この場合、ジョーカーを任意のカードの代わりとして用いてメルドを作ることができる（例：ハート4・ジョーカー・ハート6、ハート3・ジョーカー・スペード3）。
  - その反面、他のプレイヤーが上がったときにジョーカーを持っていた場合は、ペナルティとして点数が5倍にするなどのルールがある。
- なお、地域によっては、7やジョーカーでは上がれないというルールも存在する。

## 役名
同位札同じ数字の札3枚以上（例：ハート3・ダイヤ3・スペード3）
シークエンス同じスートの連続する数字の札3枚以上（例：ハートの2-3-4）
Q-K-A、A-2-3は連続するが、K-A-2は不可とされる（AとKは連続しないとするルールもある）。